# Faxe (Moselle)
Pour les articles homonymes, voir Faxe.
Faxe est une ancienne commune française du département de la Moselle en région Grand Est. Elle est rattachée à celle de Fonteny depuis 1886.

## Toponymie
Anciennes mentions : Fas (1121), Fax (1306), Faix et Fayt (1370), Farx (1447), La Fax (1467), Fasse (1471), Foixe (1498), Fache ou Faxe (1719), Facherel (1790), Faxe (1793), Faché (1801),.

## Histoire
Il existe aux archives un assez grand nombre de titres des XVe et XVIe siècles concernant cette ancienne commune, mais ce sont presque tous des actes de vente, d'échange, d'ascensement, etc.
C'était le chapitre de la cathédrale de Metz qui possédait, depuis une époque inconnue, les terres et la seigneurie de Faxe ; il les céda par acte du 4 septembre 1578 à Jean, comte de Salm et baron de Viviers, en échange de certains immeubles et moyennant 3 000 francs, monnaie de Metz.
Ce lieu dépend en 1710 de la prévôté et du bailliage de Pont-à-Mousson ; en 1751 du bailliage de Château-Salins ; en 1773 de la baronnie et prévôté de Viviers ; en 1790 du canton de Delme.
En 1853, Faxe n'a pas d'église et fait partie de la paroisse de Fonteny ; il y avait antérieurement une église succursale dans cette localité.

## Démographie
| 1710 | 1773 | 1793 | 1800 | 1806 | 1821 | 1831 | 1836 | 1841 |
| ---- | ---- | ---- | ---- | ---- | ---- | ---- | ---- | ---- |
| 16   | 25   | 98   | 108  | 118  | 152  | 132  | 135  | 138  |

| 1846 | 1851 | 1856 | 1861 | 1872 | 1876 | 1881 | - | - |
| ---- | ---- | ---- | ---- | ---- | ---- | ---- | - | - |
| 140  | 135  | 135  | 129  | 129  | 116  | 97   | - | - |